# NGC 1234

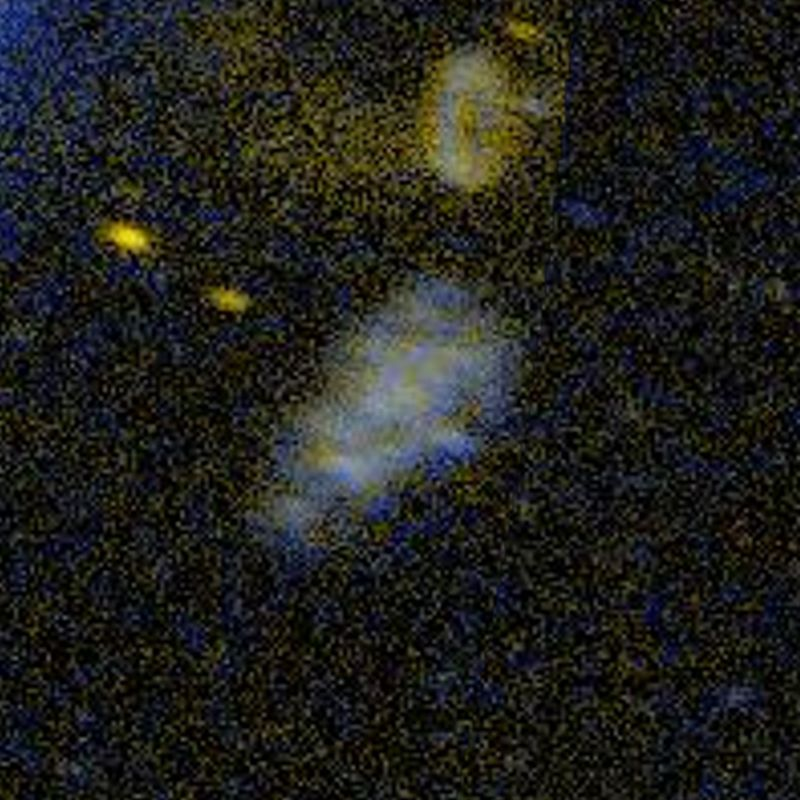

NGC 1234は、エリダヌス座の方向にある棒渦巻銀河で、1886年にフランシス・レベンウォースによって発見された。14.2等級である。